# Districte d'Akurenam
El districte d'Akurenam és un districte de Guinea Equatorial, a la part meridional de la província Centre Sud, a la regió continental del país. La capital del districte és Akurenam, al sud del riu Muni. El cens de 1994 hi mostrava 11.631 habitants.